# Collégiale Saint-Lézin d'Angers
La collégiale Saint-Lézin d'Angers était une ancienne collégiale située à Angers, en Maine-et-Loire.

## Histoire

### Fondation
L'ecclesia sancti Iohannis Baptistæ (« église de saint Jean-Baptiste ») a été bâtie par l'évêque Lézin d'Angers (592-608) pour abriter sa sépulture (Vita S. Licinii). La date exacte est inconnue.

### Desserte

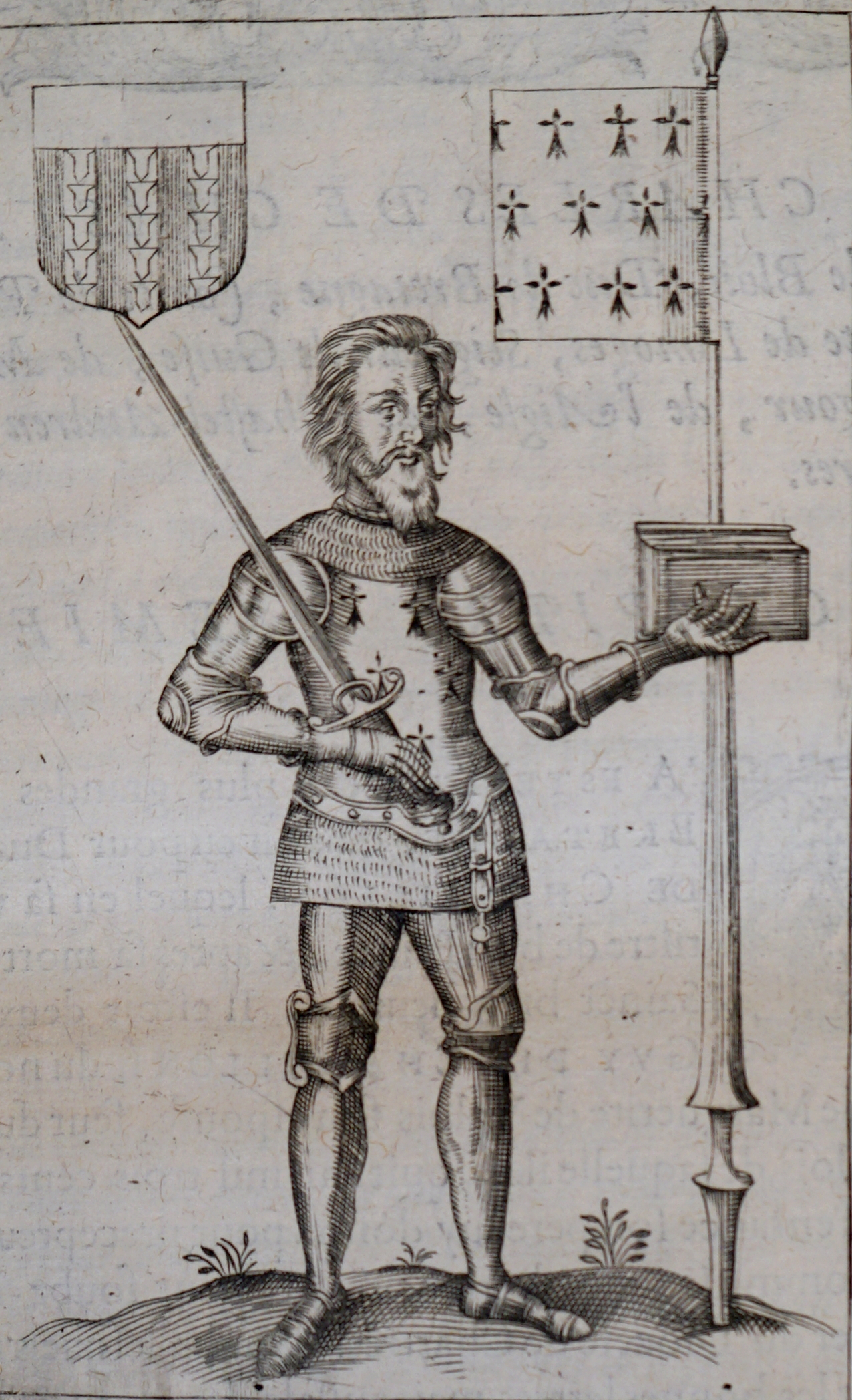
image issue du livre de André du Chesne : "histoire de la famille de chatillon...", reproduction d'image issue du portrait se trouvant en la chapelle St-Antoine de l'église St-Jean-Baptiste d'Angers.

### Évolution du vocable
- La (Vita S. Licinii) nous apprend la dédicace de Jean le Baptiste au début du VIe siècle
- La double dédicace est attestée en 864 : congregationi sancti Ioannis Baptistae et sancti Licinii.
- La collégiale Saint-Jean-Baptiste-et-Saint-Lézin prend le vocable de Saint-Julien au XVe siècle

### Évolution du statut durant la période d'activité
L'édifice a été bâti comme basilique funéraire par l'évêque Lézin pour lui-même. Toutefois, la Vita S. Licinii nous dit que Lézin a adjoint une communauté monastique à sa memoria, ainsi que plusieurs établissements de charité (biographe de Mainbœuf).
La transformation en chapitre canonial est attestée au IXe siècle Il s'agit de l'un des premiers collèges séculiers attestés à Angers.
À partir du Xe siècle, le vocable de « Saint-Lézin » est de plus en plus employé seul.
La collégiale et son cloître disparaissent vers 1800.
Les bâtiments subsistant sont intégrés dans le pensionnat Saint-Julien en 1841. L'institution ferme en 1903, mais renaît en 1905 aux n° 5-7 rue Chevreul. L'ensemble des bâtiments disparaît vers 1919.